# Anteaeolidiella indica
Anteaeolidiella indica (Bergh, 1888) è un mollusco nudibranchio della famiglia Aeolidiidae.